# Faience

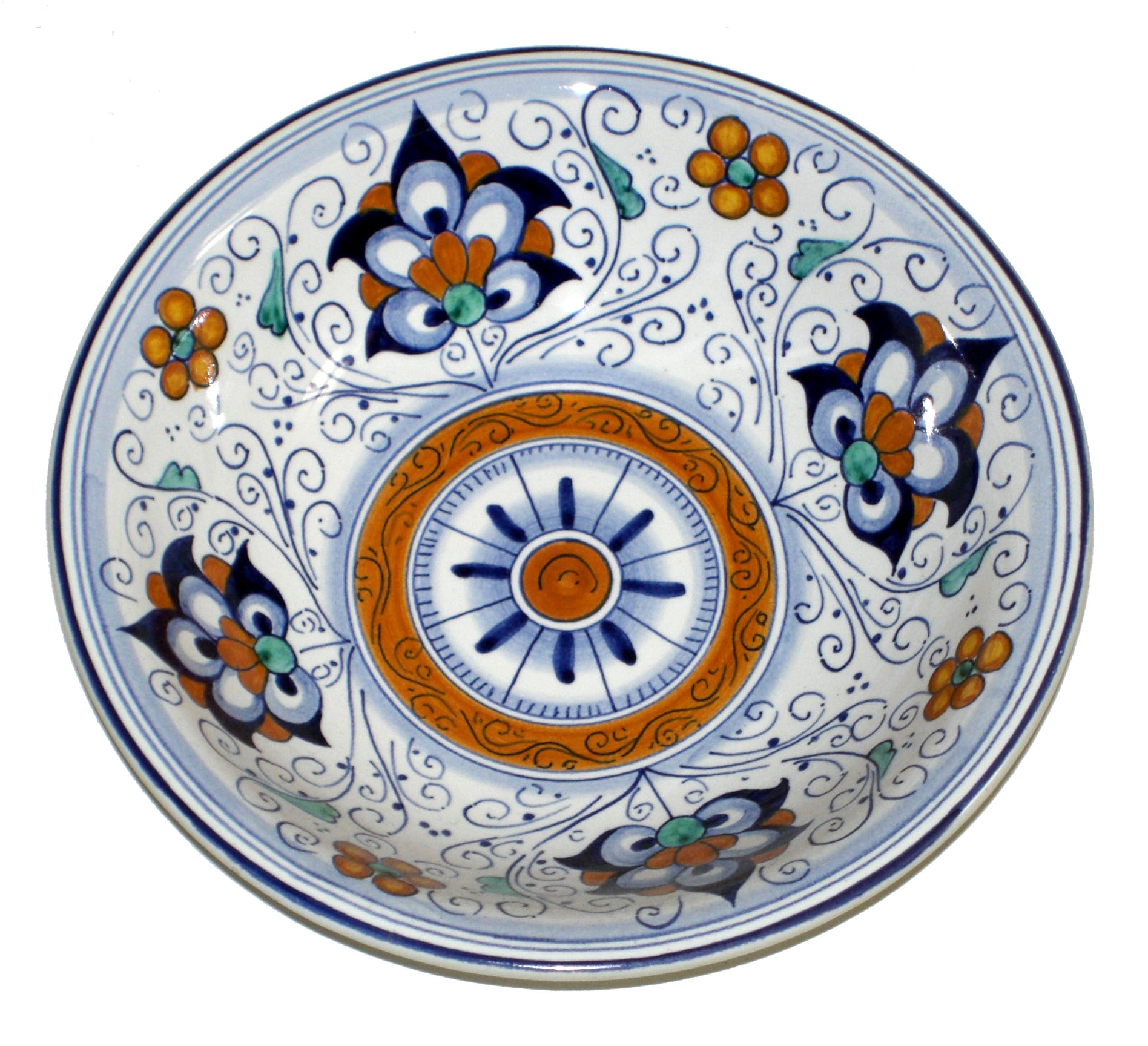
Piatto in maiolica faentina

Faience, o faïence (dal nome francese della città di Faenza), o anche faenza, è il nome con cui spesso s'identifica la maiolica.
In particolare, nel campo dell'archeologia il termine indica un particolare tipo di materiale vetroso caratterizzato da fase amorfa inferiore al 20% del proprio volume totale e da elevata porosità, concentrata nelle aree più interne del reperto.

## Faience egizia
La faience è un materiale vetroso costituito principalmente di silice (SiO2), ossido di calcio (CaO) e alcali monovalenti; essa è caratterizzata dall'avere un nucleo interno a base di silice macinata o sabbia e un sottile strato esterno di vetro vero e proprio. Il suo uso era noto in Egitto già dal periodo Predinastico (ante 3150 a.C.), da cui il nome faience egizia per distinguerla dalla più tarda ceramica di Faenza, meglio nota come maiolica, il cui rivestimento era costituito da una vetrina a base di stagno ed il nucleo di consueto materiale argilloso. I suoi componenti principali coincidono, sebbene in quantità differenti, con quelli del vetro e di un altro composto noto come blu egizio, nella composizione del quale poteva essere presente un'alta concentrazione di rame.
Il colore blu che spesso caratterizza la faience è fornito dall'aggiunta di coloranti quali il rame o il cobalto.

## Storia

### Mediterraneo occidentale
I Mori portarono la tecnica della terracotta smaltata in stagno ad Al-Andalus, dove fu perfezionata l'arte dei lustri con smalti metallici. Almeno dal XIV secolo, Málaga in Andalusia e successivamente Valencia esportarono queste "merci ispano-moresche", direttamente o tramite le Isole Baleari in Italia e nel resto d'Europa. Successivamente queste industrie continuarono sotto i signori cristiani.
"Majolica" e "maiolica" sono versioni confuse di "Maiorica", l'isola di Maiorca, che era un punto di trasbordo per raffinate terrecotte smaltate a stagno spedite in Italia dal regno d'Aragona in Spagna alla fine del Medioevo. Questo tipo di ceramica spagnola doveva molto alla sua eredità moresca.
In Italia, la produzione locale di terrecotte smaltate a stagno, oggi chiamate maioliche, iniziata nel XIV secolo, raggiunse l'apice tra la fine del XV e l'inizio del XVI secolo. Dopo il 1600 circa, questi persero il loro fascino presso una clientela d'élite e la qualità della pittura diminuì, con disegni geometrici e forme semplici che sostituirono le scene complicate e sofisticate del periodo migliore. La produzione continua ancora oggi in molti centri, e le merci vengono nuovamente chiamate "faience" in inglese (anche se di solito ancora maiolica in italiano). Ad un certo punto "faenza" come termine per la ceramica di Faenza nel nord Italia era un termine generale usato in francese, per poi raggiungere l'inglese.

### Faience francese e nordeuropea
I primi settentrionali a imitare le terrecotte smaltate importate dall'Italia furono gli olandesi. La ceramica di Delft è una sorta di faience, prodotta nelle ceramiche intorno a Delft nei Paesi Bassi, tipicamente decorata in blu su bianco. Iniziò all'inizio del XVI secolo su scala relativamente piccola, imitando la maiolica italiana, ma a partire dal 1580 circa iniziò a imitare la ricercatissima porcellana cinese blu e bianca che stava cominciando a raggiungere l'Europa, presto seguita dalla porcellana giapponese da esportazione. Dalla seconda metà del secolo gli olandesi producevano ed esportavano quantità molto grandi, alcune nel proprio riconoscibile stile olandese, oltre a copiare la porcellana dell'Asia orientale.
In Francia, il primo noto pittore di faience fu Masseot Abaquesne, stabilitosi a Rouen negli anni Trenta del Cinquecento. Nevers e Rouen furono i principali centri francesi di produzione di faience nel XVII secolo, entrambi in grado di fornire merci secondo gli standard richiesti dalla corte e dalla nobiltà. Nevers continuò lo stile della maiolica istoriata italiana, dipinta con soggetti figurativi, fino al 1650 circa. Molti altri centri si svilupparono a partire dall'inizio del XVIII secolo, guidati nel 1690 da Quimper in Bretagna, seguito da Moustiers, Marsiglia, Strasburgo, Lunéville e molti centri più piccoli. Il gruppo di fabbriche del sud era generalmente il più innovativo, mentre Strasburgo e altri centri vicino al Reno furono molto influenzati dalla porcellana tedesca.
I prodotti delle manifatture di faience sono identificati dai metodi consueti dell'intenditore di ceramica: il carattere del corpo di argilla, il carattere e la tavolozza dello smalto e lo stile della decorazione, la faïence blanche viene lasciata nella sua ingubbiatura bianca cotta non decorata. La Faïence parlante (soprattutto di Nevers) reca spesso motti su etichette o stendardi decorativi. Le merci da farmacia, compresi gli albarelli, possono portare i nomi del loro contenuto, generalmente in latino e spesso così abbreviati da risultare irriconoscibili a un occhio inesperto. I motti delle associazioni e delle associazioni divennero popolari nel XVIII secolo, dando origine alla faïence patriotique che fu una specialità degli anni della Rivoluzione francese.
La "ceramica inglese" ("english delftware") prodotta a Lambeth, Londra e in altri centri, dalla fine del XVI secolo, forniva agli speziali barattoli per droghe umide e secche, tra una vasta gamma di articoli. Grandi piatti dipinti venivano prodotti per matrimoni e altre occasioni speciali, con decorazioni grezze che in seguito attirarono i collezionisti di arte popolare inglese. Molti dei primi ceramisti di Londra erano fiamminghi. Intorno al 1600 venivano prodotti articoli in bianco e blu, etichettando il contenuto entro bordi decorativi. La produzione venne lentamente sostituita nella prima metà del Settecento con l'introduzione di vasellame a buon mercato.
I vasai olandesi nella Germania settentrionale (e protestante) fondarono centri tedeschi di faience: le prime manifatture in Germania furono aperte a Hanau (1661) e Heusenstamm (1662), presto trasferite nella vicina Francoforte sul Meno. In Svizzera, la Zunfthaus zur Meisen vicino alla chiesa Fraumünster ospita la collezione di porcellane e faience del Museo nazionale svizzero di Zurigo.
Verso la metà del XVIII secolo molte fabbriche francesi producevano (così come articoli più semplici) pezzi che seguivano gli stili rococò delle fabbriche di porcellana francesi e spesso assumevano e formavano pittori con l'abilità di produrre lavori di una qualità che a volte si avvicinava a loro.
Nel corso della fine del XVIII secolo, la porcellana più economica e le raffinate terrecotte sviluppate per la prima volta nello Staffordshire, come le ceramiche, presero il mercato della faience raffinata. L'industria francese subì un colpo quasi fatale da un trattato commerciale con la Gran Bretagna nel 1786, per il quale Josiah Wedgwood fece molta pressione, che fissò il dazio all'importazione sulla terracotta inglese a un livello nominale. All'inizio del XIX secolo, la ceramica fine, cotta a una temperatura così elevata che il corpo non smaltato vetrifica, chiuse gli ultimi atelier dei produttori tradizionali, anche per i boccali di birra. Nella fascia bassa del mercato, le manifatture locali hanno continuato a fornire ai mercati regionali prodotti grossolani e semplici, e molte varietà locali hanno continuato a essere prodotte in versioni dei vecchi stili come forma di arte popolare e oggi per i turisti.

### Revival
Nel XIX secolo due tecniche di smaltatura riprese da Mintons (un'importante azienda di ceramiche dello Staffordshire) furono: 1. La ceramica smaltata in stagno nello stile della maiolica italiana rinascimentale e, 2. La ceramica con decorazione a smalti colorati su terracotta non smaltata modellata in bassorilievo. Alla Grande Esposizione del 1851 e all'Esposizione Internazionale del 1862 furono esposte entrambe. Entrambi sono conosciuti oggi come "maioliche vittoriane". Le maioliche con smalti colorati furono successivamente realizzate anche da Wedgwood e da numerose piccole ceramiche dello Staffordshire intorno a Burslem e Stoke-on-Trent. Alla fine del XIX secolo, William de Morgan riscoprì la tecnica della faience lucida "ad uno standard straordinariamente alto".

### Antichi prodotti in fritta chiamati "faience"
Il termine faience comprendeva ampiamente perle di ceramica finemente smaltate, figure e altri piccoli oggetti trovati in Egitto già nel 4000 a.C., così come nel Vicino Oriente antico, nella civiltà della valle dell'Indo e in Europa. Tuttavia, questo materiale non è affatto ceramica, poiché non contiene argilla, ma una fritta (ossia una miscela di sabbia silicea e di sostanze alcaline, usata per ottenere lo smalto della maiolica) vitrea, auto-lucidante o smaltata. Il Metropolitan Museum of Art espone un pezzo noto come "William l'ippopotamo di Faience" proveniente da Meir, Egitto, datato alla dodicesima dinastia egizia, ca. 1981–1885 a.C. Diversi da quelli dell'antico Egitto per tema e composizione, manufatti delIl regno nubiano di Kerma è caratterizzato da grandi quantità di faience blu, sviluppata dai nativi di Kerma indipendentemente dalle tecniche egiziane. Esempi di faience antiche si trovano anche nella Creta minoica, che probabilmente fu influenzata dalla cultura egiziana. Materiale in faience, ad esempio, è stato recuperato dal sito archeologico di Cnosso.

Esempi di opere d'arte in faience egiziana del Metropolitan Museum
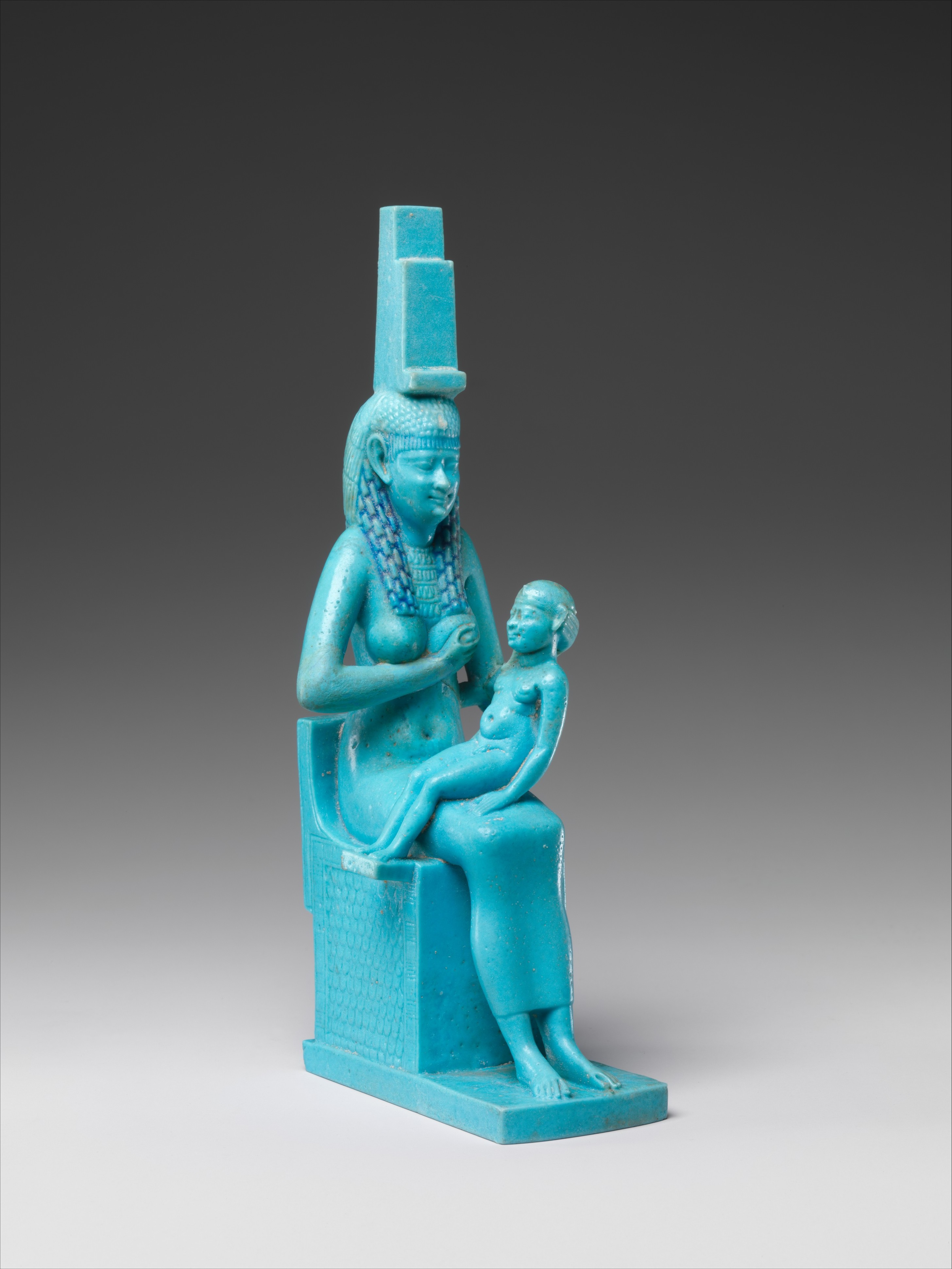
Statuetta di Iside con il bambino Horus
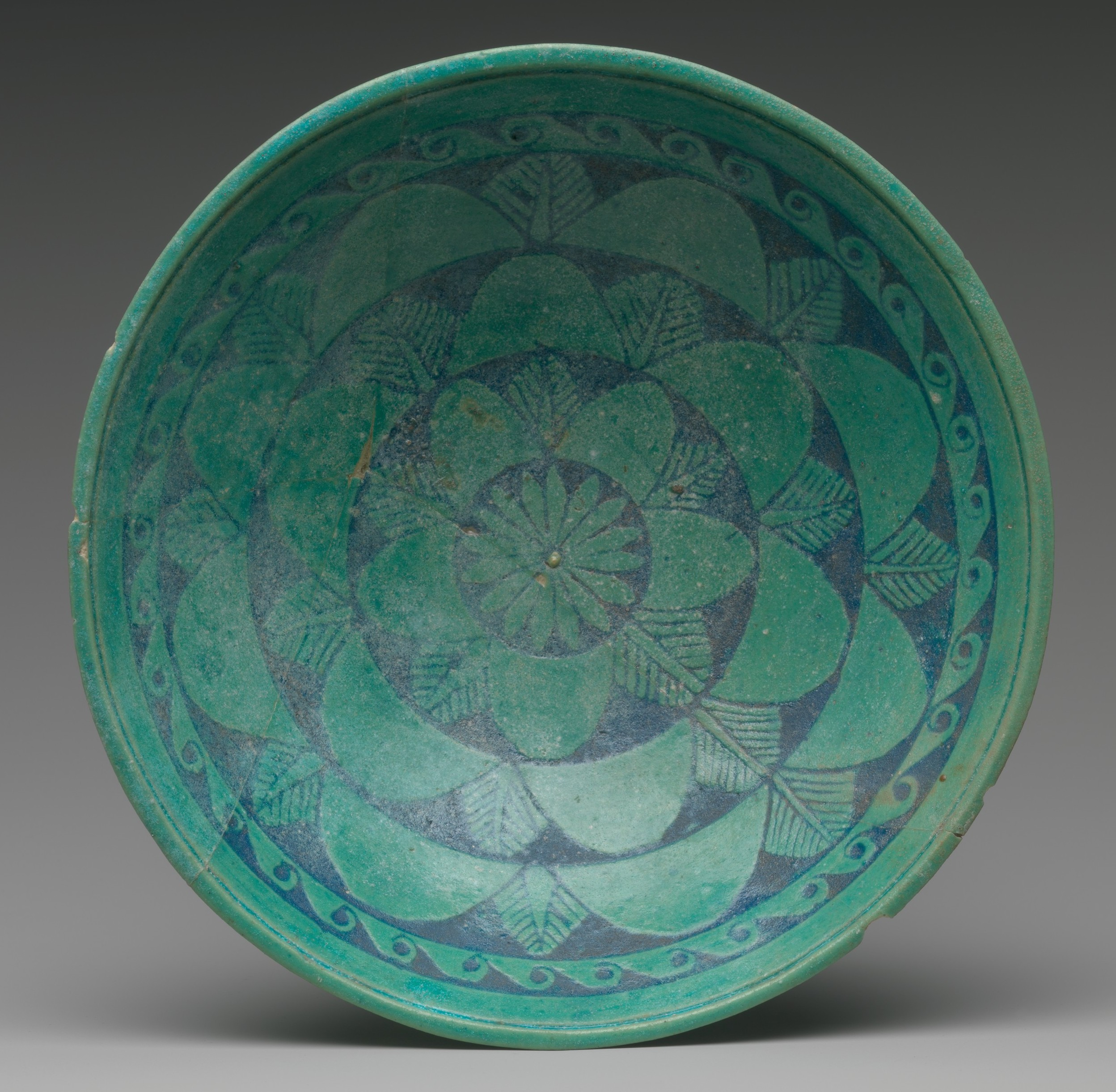
Ciotola
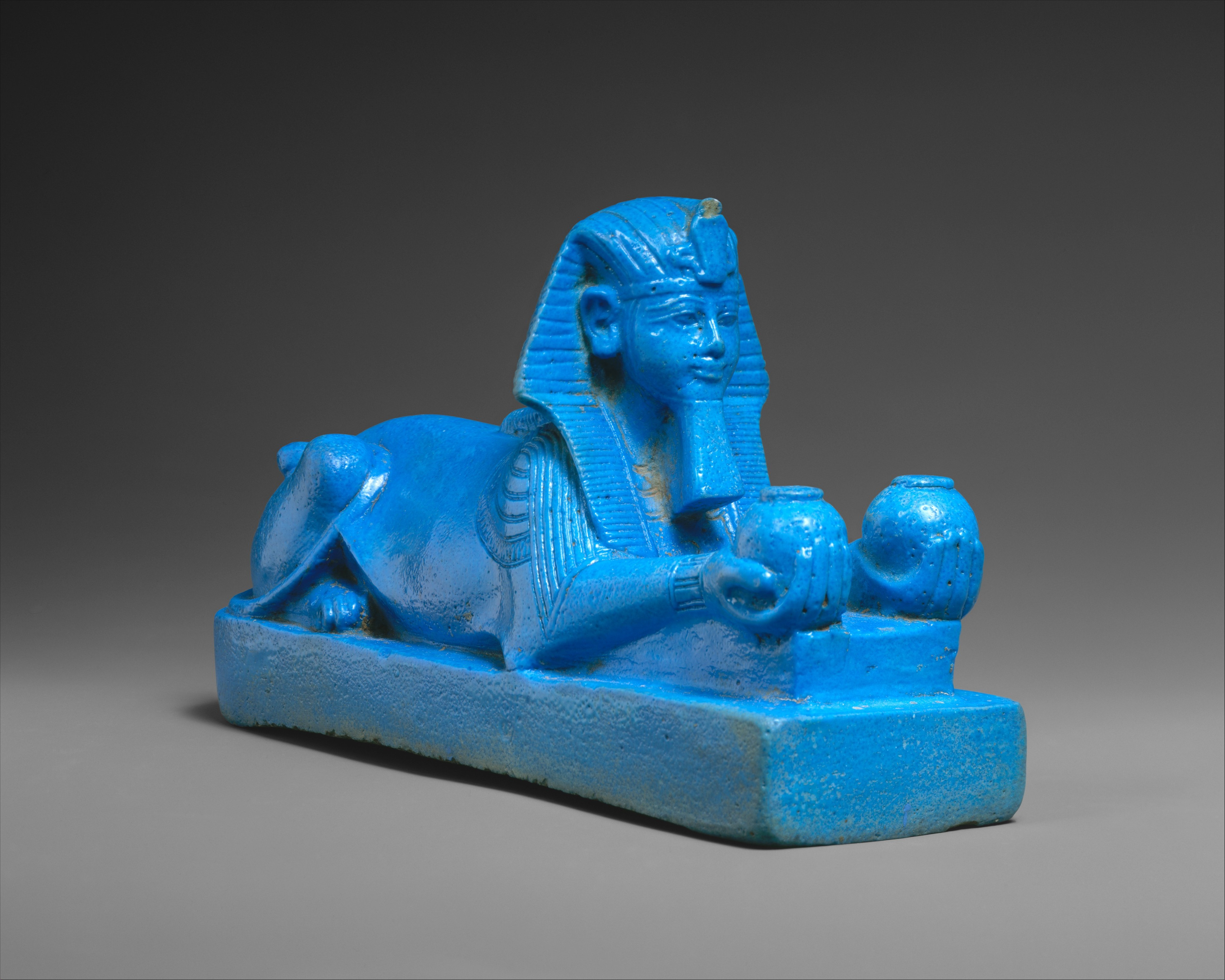
Sfinge, Amenhotep III
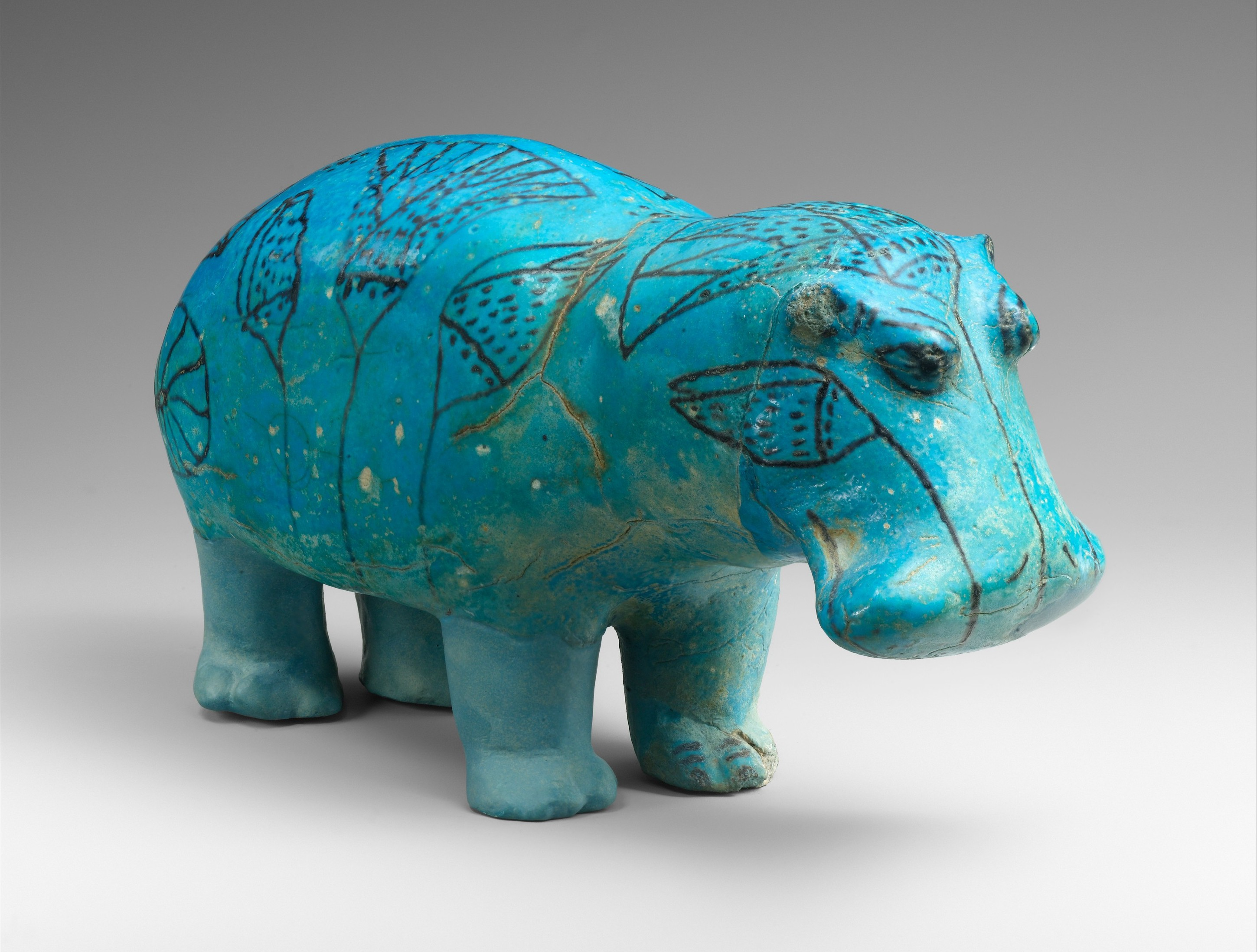
Ippopotamo

## Tipi
Sono riconosciuti molti centri di manifattura tradizionale, così come alcuni atelier individuali. Segue un elenco parziale.

### Francia
- Faience di Lione (chiusa all'inizio del XIX secolo)
- Faience di Rouen
- Marsiglia: Veuve Perrin, Gaspard Robert, Joseph Fauchier, Honoré Savy e altre fabbriche
- Faience di Quimper
- Ceramica di Niderville
- Aprey Faience
- Faience di Moustiers, degli Ateliers Clérissy
- Faience di Strasburgo
- Lunéville Faience
- Gien Faience, inclusa la Faïencerie de Gien
- Faience di Creil-Montereau
- Faience di Mesves sur Loire
- Faience di Montpellier
- Articoli di Saint-Porchaire, per confronto

### Italia
- Maiolica di Laterza
- Ceramica di Savona
- Maiolica di Torino
- Ceramica di Lodi

### Spagna
- Fabbrica reale di faience di Alcora
- Fabbrica reale di La Moncloa (chiusa alla fine del XIX secolo)
- Fabbrica reale di Sargadelos
- Ceramica di Talavera de la Reina

### Germania
- Abtsbessingen faience
- Hanau faience (1661–1810) – primo produttore in Germania
- Nürnberg faience
- Öttingen–Schrattenhofen faience
- Poppelsdorf faience – Kurfürstliche Fayencerie Poppelsdorf (1755–1829)
- Proskau faience – il più grande produttore di Slesia (1763–1853)
- Schleswig faience
- Stockelsdorf faience
- Stralsund faience (chiuso nel 1792)

### Inghilterra
Delftware è un termine per la faience inglese, principalmente del XVII e dell'inizio del XVIII secolo. Non tutto imitava il Delftware olandese, anche se molti lo facevano. Fu sostituito dal vasellame molto migliore e da altri tipi di raffinata ceramica dello Staffordshire sviluppata nel XVIII secolo, molti dei quali non necessitavano di smalti di stagno per ottenere un colore bianco. Questi ebbero un enorme successo e furono esportati in Europa e nelle Americhe. Non sono chiamati "faience" in inglese, ma potrebbero esserlo in altre lingue, ad esempio il vasellame era conosciuto come faience fine in Francia.

### Danimarca
- Aluminia
- Bing & Grøndahl (nel 1987 l'azienda si fuse con il suo principale concorrente, la Royal Porcelain Factory, sotto il nome di Royal Copenhagen)
- Kastrup Værk
- Porcelænshaven
- Royal Copenhagen

### Paesi Bassi
- Boerenbont
- Delftware
- Gouda (ceramica)
- Koninklijke Porceleyne Fles
- Loosdrechts Porselein
- Regina (ceramica)
- Royal Tichelaar
- Weesp Porselein

### Norvegia
- Herrebøe Faience Factory (chiusa nel 1770)
- Stavangerflint (chiusa nel 1979)

### Svezia
- Rörstrand

Austria
- Gmunden (ceramica)

### Messico
- Talavera (ceramica)

### Canada
- Blue Mountain Pottery (chiusa nel 2004)

### Stati Uniti
- California Faience (Berkeley) - (chiusa nel 1959)
- Ephraim Faience Pottery
- Herman Carl Mueller, Mueller Mosaic Company, Trenton, New Jersey
- Lonhuda Pottery Company (chiusa nel 1896)
- Weller pottery (chiusa nel 1948)
- Florida Faience, Martin Cushman, (Mt Plymouth Fl)

## Galleria d'immagini

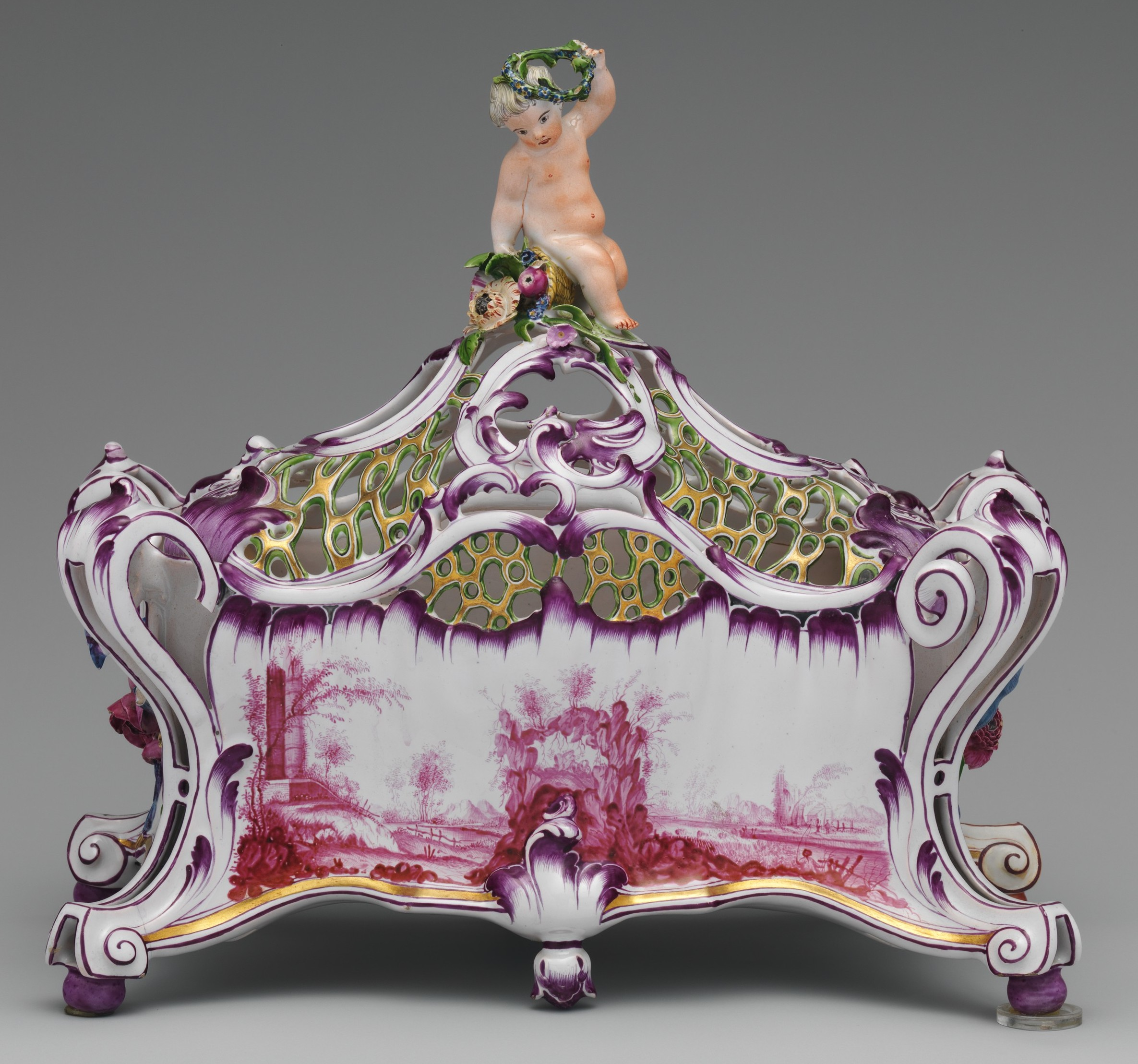
Sofisticata faience rococò Niderviller, di una fabbrica francese che produceva anche porcellana, 1760–65.
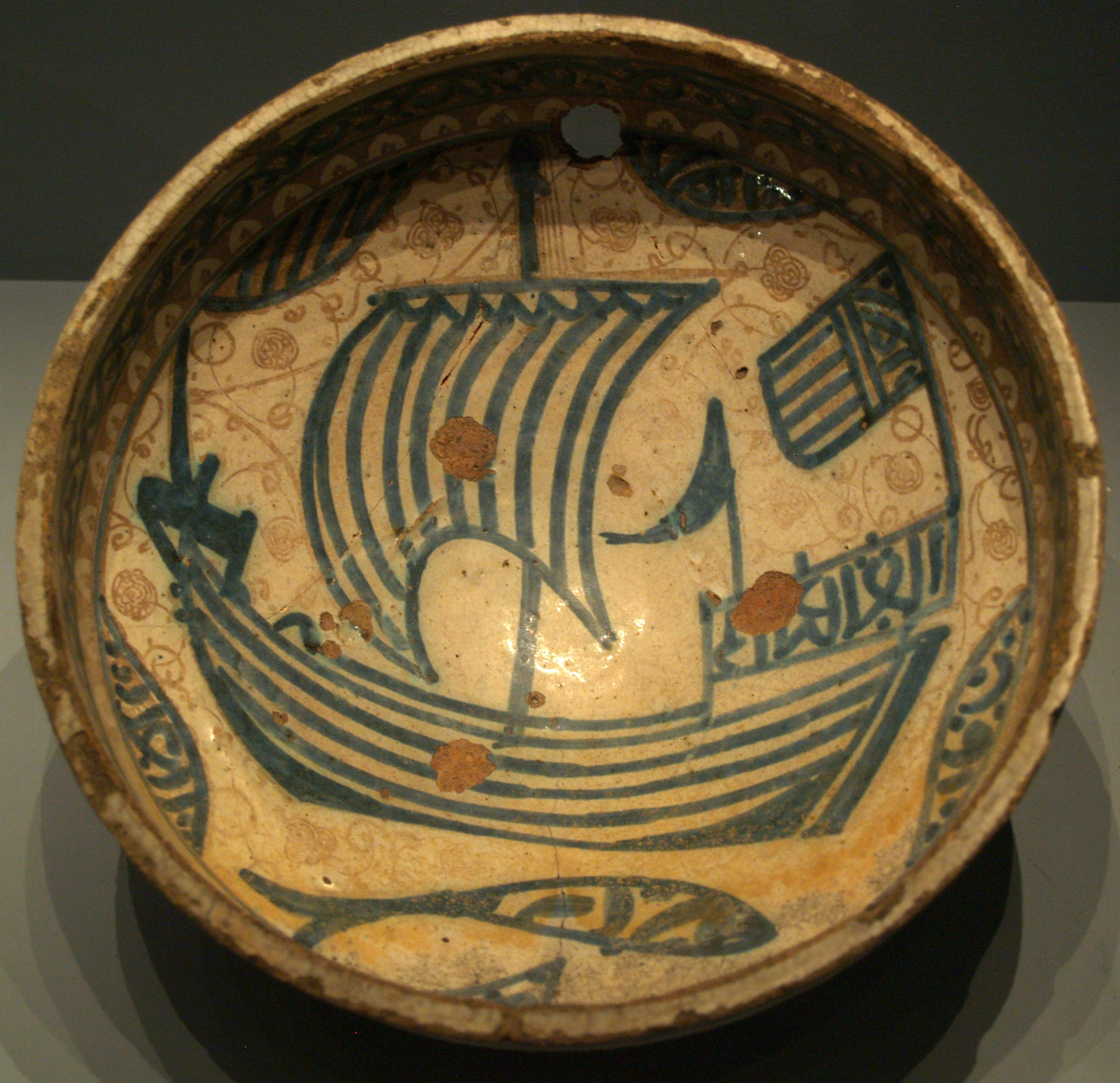
Piatto in ceramica ispano-moresca di Manises, XV secolo, il primo tipo di faience europea.
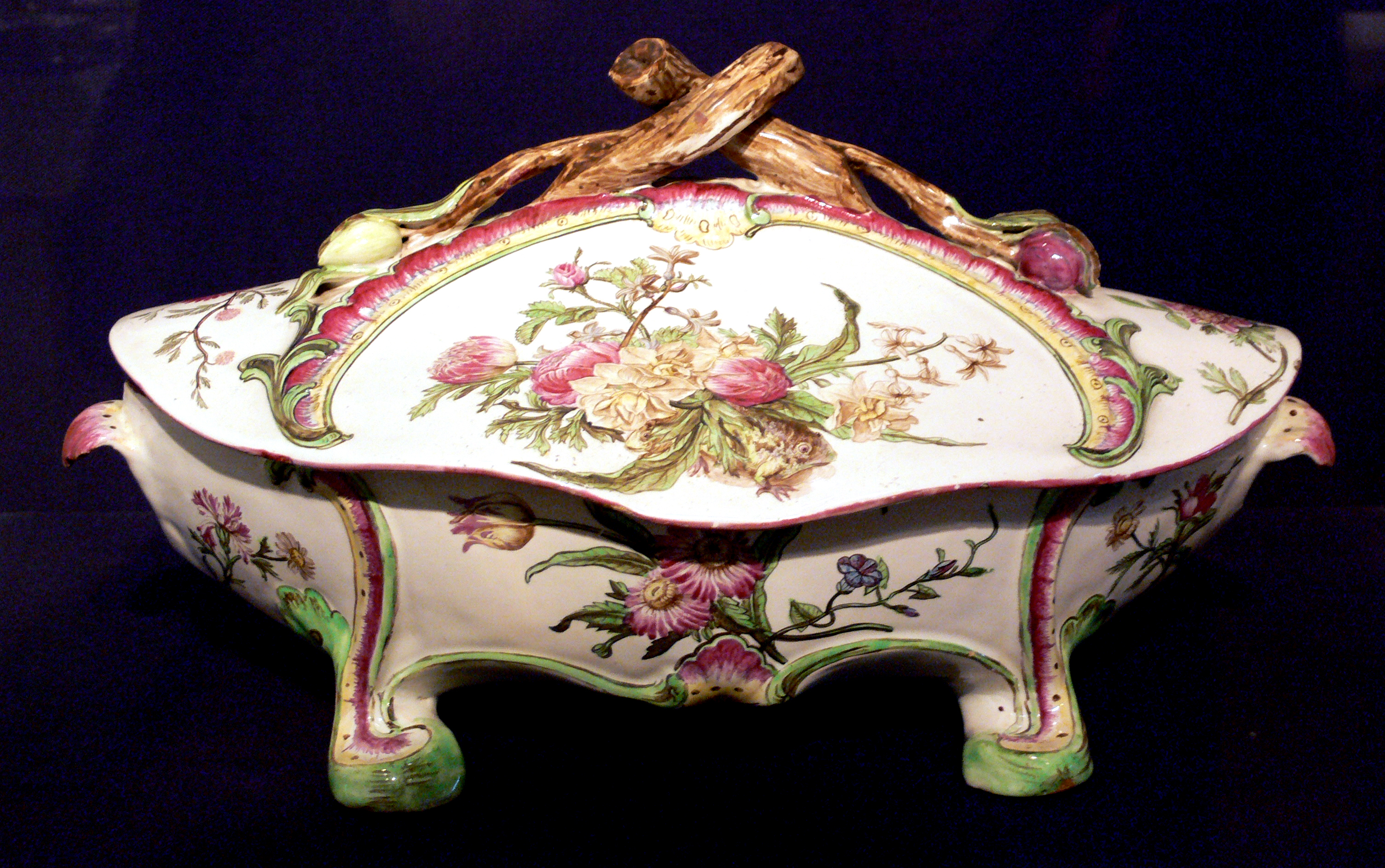
Zuppiera rococò, Marsiglia, 1770 circa.
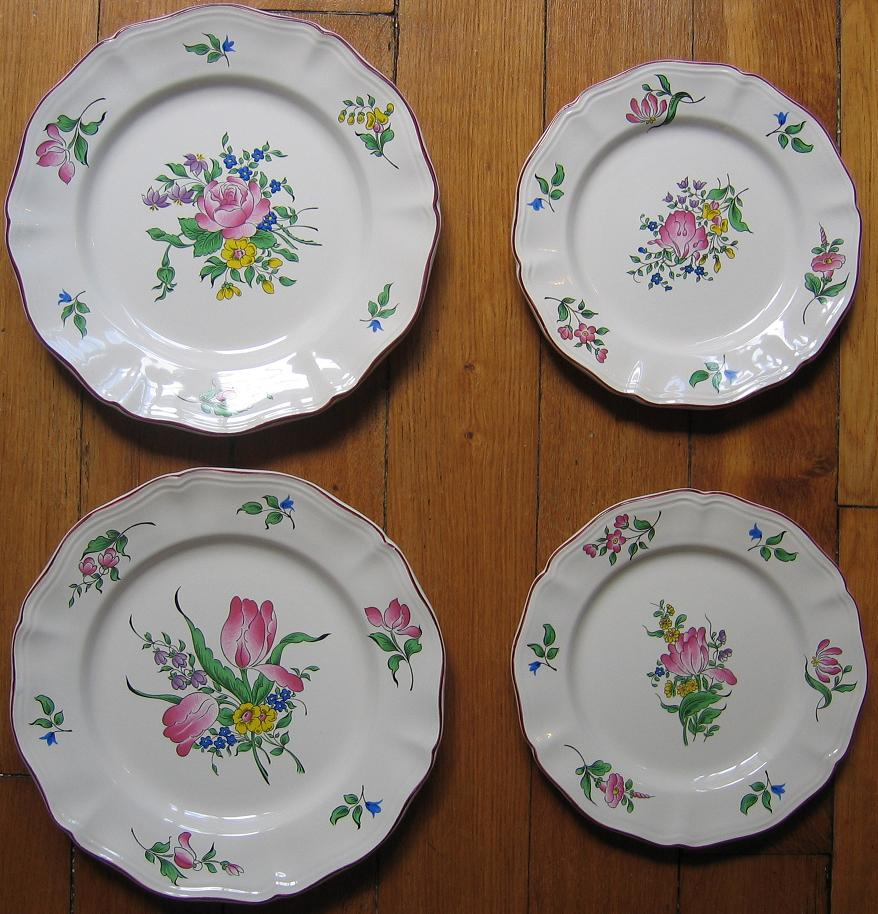
Luneville faience, uno dei produttori di ceramiche francesi più famosi.
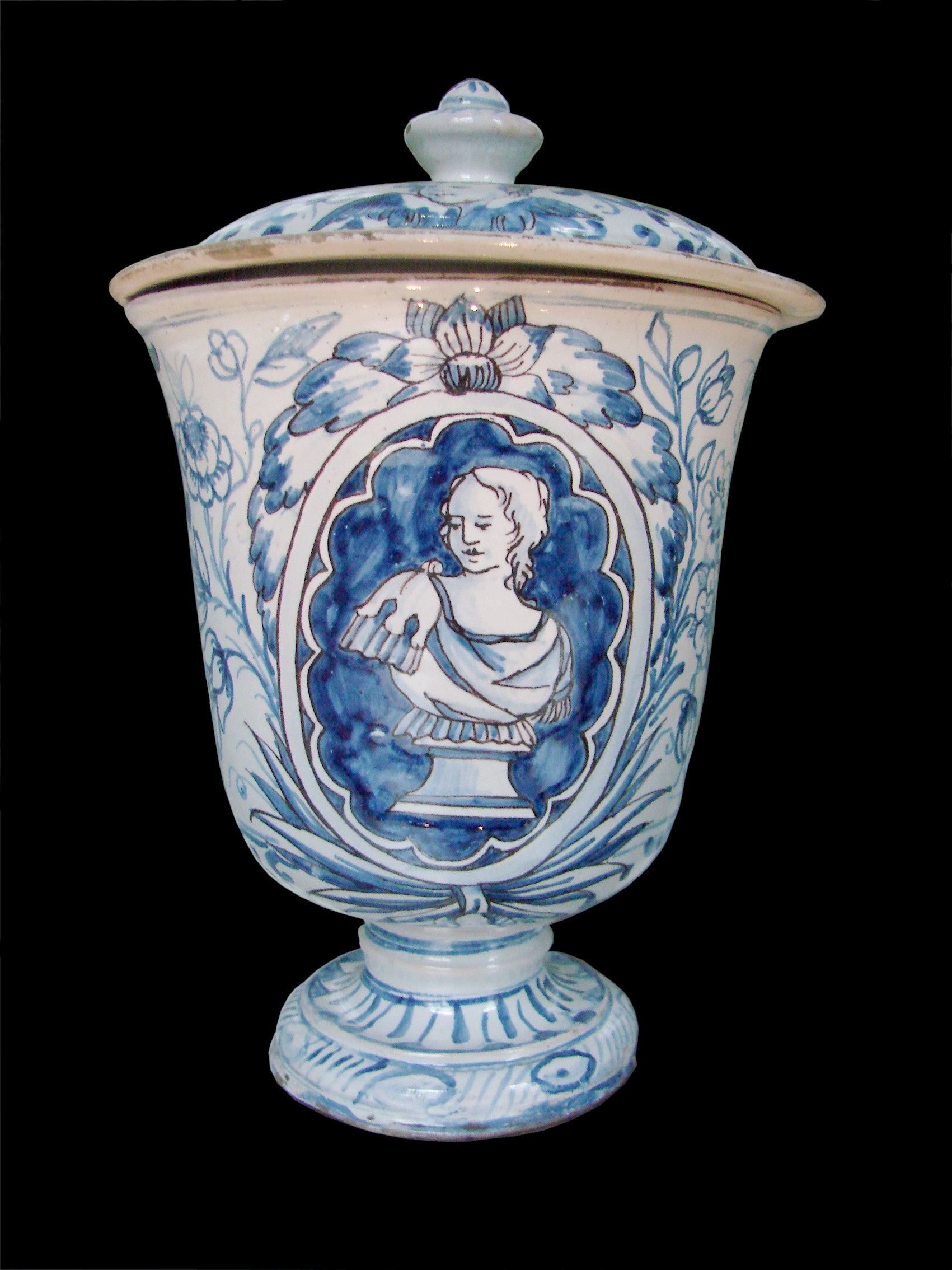
Verso la metà del XVIII secolo, la terracotta invetriata prodotta in Liguria imitava i decori dei suoi rivali olandesi e francesi.
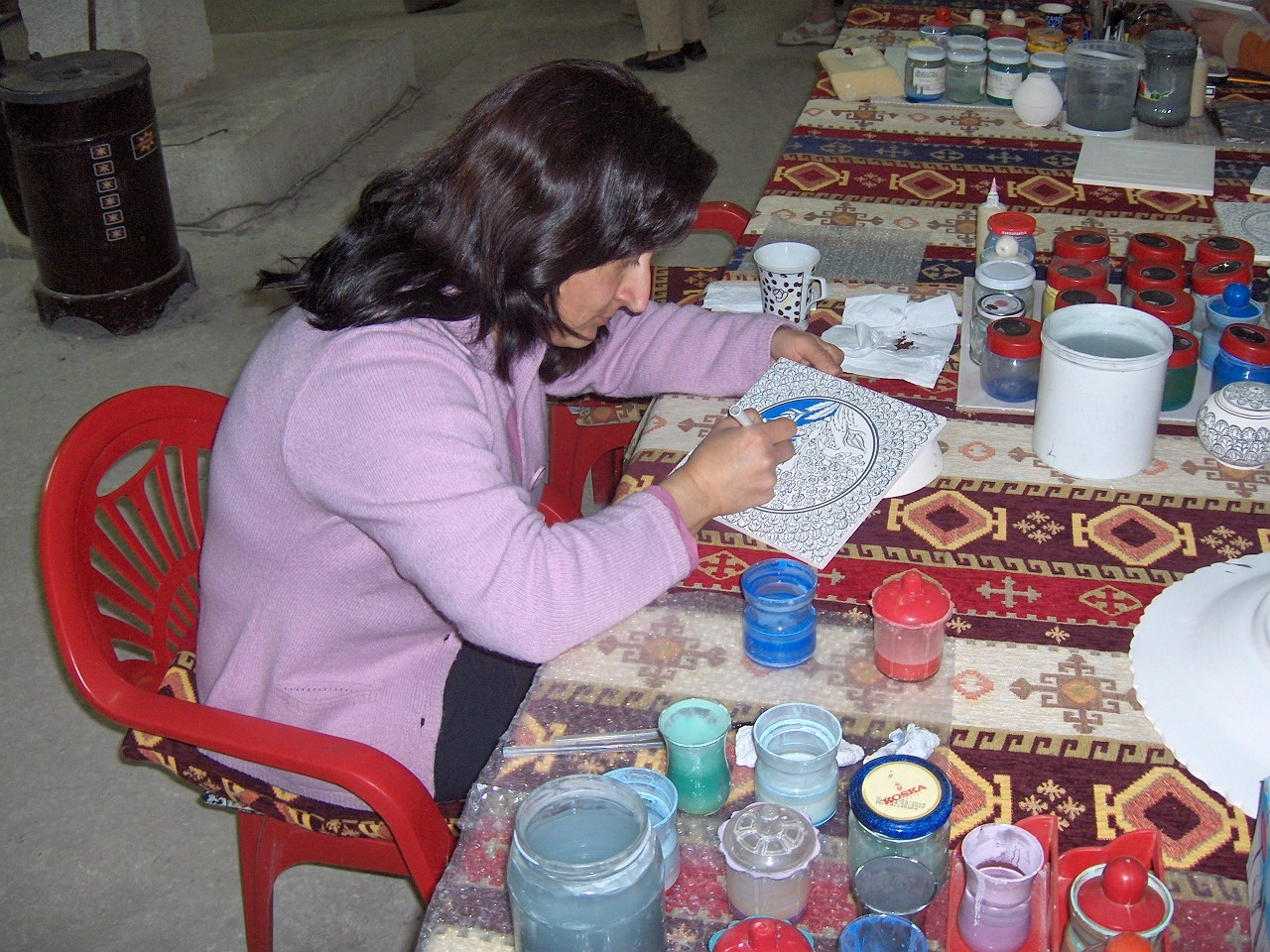
Donna che dipinge un piatto prima della cottura in un forno, Gülşehir, Cappadocia, Turchia (2007).
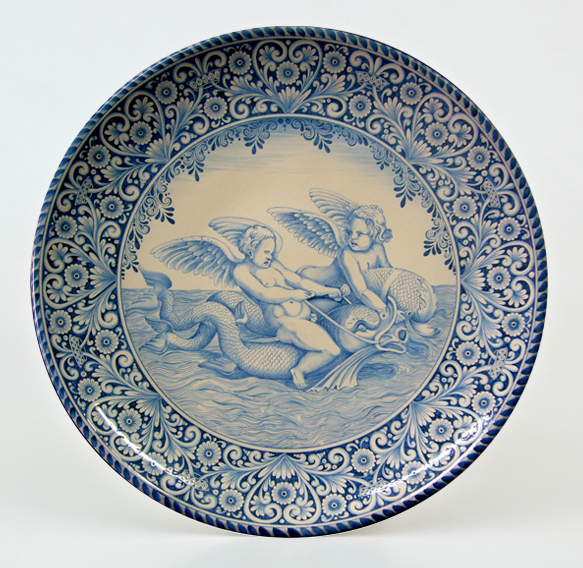
Faience da Laterza, Italia.